# Ligne du Jorat
| Ehemalige Endstation an der Place du Tunnel |                     |                         |                         |
| Streckenlänge: | 26,9 km             |                         |                         |
| Spurweite: | 1000 mm (Meterspur) |                         |                         |
| Stromsystem: | 950 V =             |                         |                         |
| Maximale Neigung: | 65 ‰                |                         |                         |
| Minimaler Radius: | 50 m                |                         |                         |
| Streckengeschwindigkeit: | 65 km/h             |                         |                         |
| |                     |                         |                         |
| \| \| \| ↔ Strassenbahn Lausanne \| \| \| \| −1,9 \| Lausanne-Tunnel \| 512 m \| \| \| −1,3 \| Place de l'Ours \| 534 m \| \| \| 0,0 \| La Sallaz \| 620 m \| \| \| 1,6 \| Les Croisettes \| 719 m \| \| \| 2,9 \| Epalinges \| 786 m \| \| \| 4,40,0* \| En Marin \| 833 m \| \| \| \| \| \| \| \| 1,0* \| Vers-chez-les-Blanc \| 830 m \| \| \| 2,8* \| La Claie-aux-Moines \| 807 m \| \| \| 4,9* \| Savigny \| 799 m \| \| \| 5,5 \| Le Chalet-à-Gobet \| 872 m \| \| \| 9,2 \| Les Cullayes \| 838 m \| \| \| 10,1 \| Montpreveyres \| 801 m \| \| \| \| Cerjux \| \| \| \| 11,0 \| Corcelles-le-Jorat \| 785 m \| \| \| \| Bressonne \| \| \| \| 13,5 \| Mézières \| 751 m \| \| \| 14,0 \| Carrouge \| 720 m \| \| \| 16,4 \| Vulliens \| 693 m \| \| \| 17,1 \| Vucherens \| 690 m \| \| \| 18,7 \| Syens \| 581 m \| \| \| \| Bressonne \| \| \| \| \| ← Broyelinie \| \| \| \| \| Broye \| \| \| \| 20,0 \| Bressonnaz \| 536 m \| \| \| \| Broye \| \| \| \| 22,0 \| Moudon \| 513 m \| |                     |                         |                         |
| U-Bahn-Abzweig quer, von links und von rechts (Strecke außer Betrieb) |                     | ↔ Strassenbahn Lausanne | ↔ Strassenbahn Lausanne |
| U-Bahn-Bahnhof (Strecke außer Betrieb) | −1,9                | Lausanne-Tunnel         | 512 m                   |
| U-Bahn-Haltepunkt / Haltestelle (Strecke außer Betrieb) | −1,3                | Place de l'Ours         | 534 m                   |
| Bahnhof mit U-Bahn Streckenanfang (Strecke außer Betrieb) | 0,0                 | La Sallaz               | 620 m                   |
| Haltepunkt / Haltestelle (Strecke außer Betrieb) | 1,6                 | Les Croisettes          | 719 m                   |
| Bahnhof (Strecke außer Betrieb) | 2,9                 | Epalinges               | 786 m                   |
| Bahnhof (Strecke außer Betrieb) | 4,40,0*             | En Marin                | 833 m                   |
| |                     |                         |                         |
| Haltepunkt / Haltestelle (Strecke außer Betrieb) · Strecke (außer Betrieb) | 1,0*                | Vers-chez-les-Blanc     | 830 m                   |
| Bahnhof (Strecke außer Betrieb) · Strecke (außer Betrieb) | 2,8*                | La Claie-aux-Moines     | 807 m                   |
| Kopfbahnhof Streckenende (Strecke außer Betrieb) · Strecke (außer Betrieb) | 4,9*                | Savigny                 | 799 m                   |
| Bahnhof (Strecke außer Betrieb) | 5,5                 | Le Chalet-à-Gobet       | 872 m                   |
| Bahnhof (Strecke außer Betrieb) | 9,2                 | Les Cullayes            | 838 m                   |
| Bahnhof (Strecke außer Betrieb) | 10,1                | Montpreveyres           | 801 m                   |
| Brücke über Wasserlauf (Strecke außer Betrieb) |                     | Cerjux                  | Cerjux                  |
| Haltepunkt / Haltestelle (Strecke außer Betrieb) | 11,0                | Corcelles-le-Jorat      | 785 m                   |
| Brücke über Wasserlauf (Strecke außer Betrieb) |                     | Bressonne               | Bressonne               |
| Bahnhof (Strecke außer Betrieb) | 13,5                | Mézières                | 751 m                   |
| Haltepunkt / Haltestelle (Strecke außer Betrieb) | 14,0                | Carrouge                | 720 m                   |
| Haltepunkt / Haltestelle (Strecke außer Betrieb) | 16,4                | Vulliens                | 693 m                   |
| Bahnhof (Strecke außer Betrieb) | 17,1                | Vucherens               | 690 m                   |
| Haltepunkt / Haltestelle (Strecke außer Betrieb) | 18,7                | Syens                   | 581 m                   |
| Brücke über Wasserlauf (Strecke außer Betrieb) |                     | Bressonne               | Bressonne               |
| Strecke von rechts · Strecke (außer Betrieb) |                     | ← Broyelinie            | ← Broyelinie            |
| Brücke über Wasserlauf · Brücke über Wasserlauf (Strecke außer Betrieb) |                     | Broye                   | Broye                   |
| Haltepunkt / Haltestelle · Bahnhof (Strecke außer Betrieb) | 20,0                | Bressonnaz              | 536 m                   |
| Brücke über Wasserlauf · Brücke über Wasserlauf (Strecke außer Betrieb) |                     | Broye                   | Broye                   |
| Bahnhof · Kopfbahnhof Streckenende (Strecke außer Betrieb) | 22,0                | Moudon                  | 513 m                   |

Die Ligne du Jorat war eine elektrische Überlandstrassenbahn im Kanton Waadt in der Schweiz. Benannt nach der Region Jorat, durch die sie führte, verband sie das Zentrum der Kantonshauptstadt Lausanne mit Epalinges, Mézières und Moudon; eine Zweigstrecke erschloss Savigny. Das meterspurige Streckennetz wurde 1902 erbaut, war ab 1911 mit der Strassenbahn Lausanne verbunden und bestand bis 1963.

## Strecke

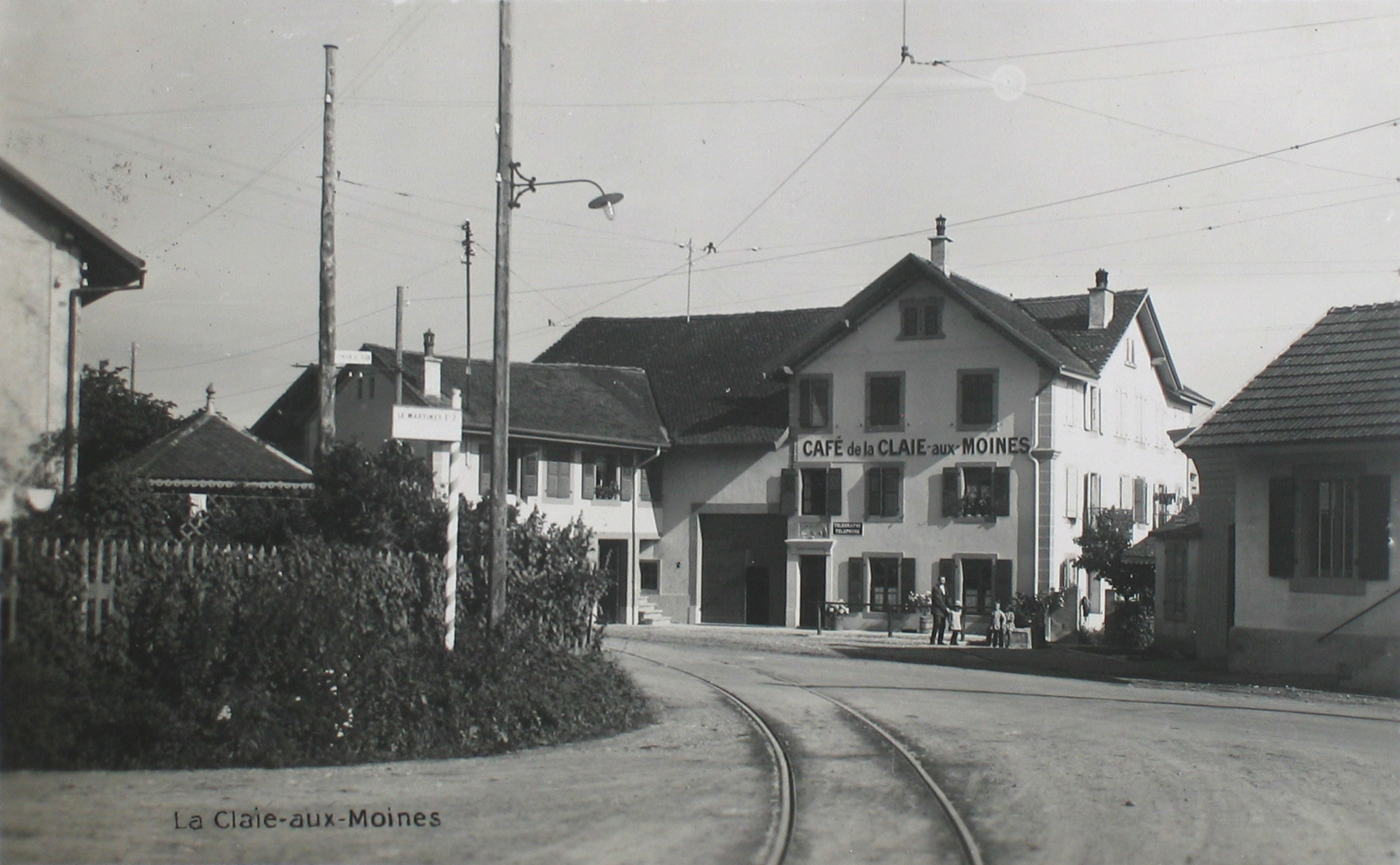
Trassee in Claie-aux-Moines in Richtung Savigny

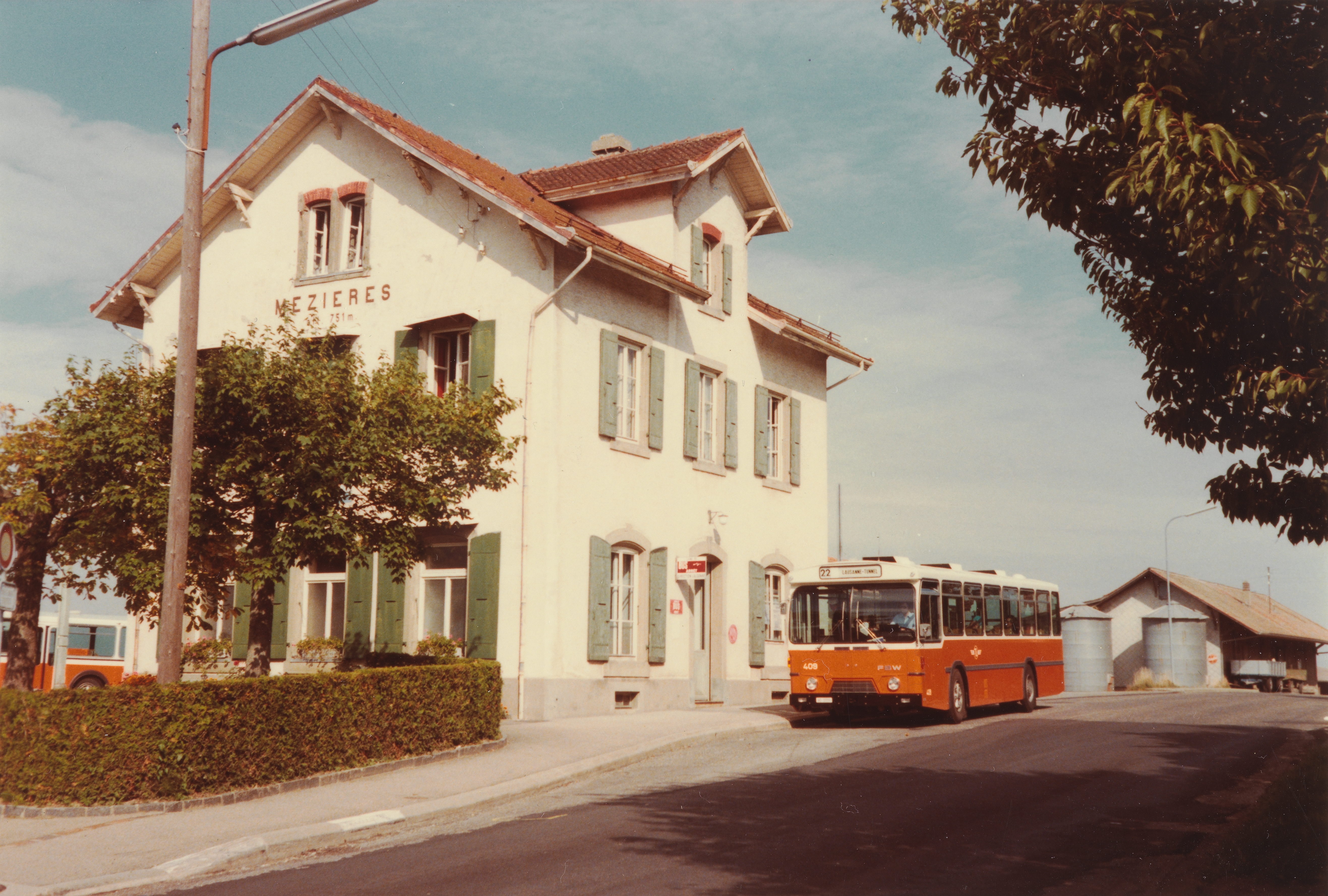
Ehemaliges Stationsgebäude in Mézières (1983)

Bestandteile der Ligne du Jorat waren die 22,0 km lange Hauptstrecke von La Sallaz am Stadtrand von Lausanne nach Moudon und die 4,9 km lange Zweigstrecke von der Haltestelle En Marin in der Gemeinde Epalinges nach Savigny. Hinzu kamen 1,9 km gemeinsam genutztes Trassee mit der Strassenbahn Lausanne, womit die Betriebslänge insgesamt 28,8 km betrug. Davon waren 19,4 km auf Strassen oder in Randlage trassiert. Der kleinste Kurvenradius betrug 50 m, die grösste Neigung 65 ‰.
Ausgangspunkt war die Place du Tunnel am nördlichen Rand der Lausanner Altstadt. Sie befuhr zunächst die Gleise der städtischen Strassenbahn bis zur Haltestelle La Sallaz. Dazwischen hielten die stadtauswärts fahrenden Züge an den Haltestellen der Strassenbahnlinie 6/16 nur, um Fahrgäste aufzunehmen, während sie in der Gegenrichtung nur hielten, um diese aussteigen zu lassen. In La Sallaz schwenkte die Ligne du Jorat auf Strassenrandlage, verliess diese aber kurz zwischen Les Croisettes und Epalinges, um den beträchtlichen Höhenunterschied in einer weit ausladenden Kurve besser bewältigen zu können. Unmittelbar nach der Haltestelle En Marin zweigte die leicht abfallende Strecke nach Savigny ab, die mit Ausnahme des Abschnitts bis kurz hinter Vers-chez-les-Blanc ebenfalls in Strassenrandlage trassiert war.
Ab En Marin folgte die Hauptstrecke weiterhin der Hauptstrasse und erreichte in Le Chalet-à-Gobet auf 872 m ü. M. die höchste Stelle, 260 Höhenmeter über der Place du Tunnel. Die Strassenrandlage verliess sie nur kurz nach der Überquerung der Bressonne, um in östlicher Richtung und bergaufwärts den Bahnhof von Mézières zu erreichen, den betrieblichen Mittelpunkt der REJ mit Verwaltung und Depot. Gemessen am Verkehrsaufkommen war sie ausserhalb Lausannes die wichtigste aller Stationen. Von dort an talwärts und in Richtung Norden führend, folgte die Strecke dem Tal der Carrouge, überquerte bei Bressonnaz die Broye und verlief anschliessend weitgehend parallel zur Broyelinie der SBB bis zum Bahnhof von Moudon.

## Verkehr
Die Ligne du Jorat diente sowohl dem Transport von Personen als auch von Gütern, wobei die Personenzüge aus drei Drittklasswagen zusammengesetzt waren. Der Güterverkehr betraf hauptsächlich landwirtschaftliche Produkte. Es kamen zum Teil auch Flachwagen zum Einsatz, die für den Transport von Milch und Gemüse verwendet wurden. Zwischen Lausanne-Tunnel und Moudon bot die REJ täglich neun Zugpaare an, zwischen Lausanne-Tunnel und Savigny waren es 14 pro Tag. Die 2,3 m breiten und blau-weiss gestrichenen Triebwagen waren die einzigen in der Schweiz, die bis zur Betriebseinstellung ausschliesslich mit Stangenstromabnehmern ausgestattet waren.

## Geschichte
Die am 25. April 1899 gegründete Bahngesellschaft Compagnie des chemins de fer électriques régionaux du Jorat (REJ) mit Sitz in Mézières setzte sich zum Ziel, das zwischen dem Genfersee und dem Broyetal gelegene Jorat-Hochland mit einer elektrischen Überlandstrassenbahn zu erschliessen. Im Sommer 1900 begannen die Bauarbeiten. Dabei stammte ein Teil der verwendeten Schienen von der ersten Mont-Cenis-Bahn, die 1871 stillgelegt und danach abgebaut worden war. Die REJ nahm am 16. Mai 1902 den ersten Streckenabschnitt von La Sallaz nach Le Chalet-à-Gobet in Betrieb. Am 1. Oktober 1902 folgten der Abschnitt von Le Chalet-à-Gobet nach Mézières und die Zweigstrecke von En Marin nach Savigny. Schliesslich kam am 10. November 1902 der Abschnitt zwischen Mézières und Moudon hinzu.
Von Anfang an war die REJ mit grossen finanziellen Schwierigkeiten konfrontiert. So musste sie bereits am 29. Mai 1902, also nicht einmal zwei Wochen nach der Betriebsaufnahme, den von ihr errichteten Abschnitt zwischen dem Universitätsspital und La Sallaz für 40'000 Franken an die Société des tramways lausannois (TL) verkaufen. Die Endstation La Sallaz lag ungünstig am nordöstlichen Stadtrand, und die Fahrgäste mussten dort jeweils umsteigen. Aus diesem Grund beantragte die REJ ein Mitbenutzungsrecht für die Strassenbahnstrecke zwischen La Sallaz und der Place du Tunnel. Ebenso bat sie um Hilfe bei der Sanierung ihrer Finanzen. Die Kantons- und Stadtbehörden waren grundsätzlich einverstanden, stellten aber die Bedingung, dass die REJ von der TL übernommen wird.
Die Übernahme erfolgte am 30. September 1910. Damit verbunden war eine Kapitalspritze in der Höhe von 800'000 Franken und die Zusage der TL, an der Ligne du Jorat technische Verbesserungen vorzunehmen. So war es 1911 möglich, die Lausanner Endstation zur Place du Tunnel zu verlegen. Die Überlandstrecke wies eine höhere Fahrdrahtspannung als die Lausanner Strassenbahn auf, weshalb die Triebwagen auf dem Stadtnetz mit reduzierter Leistung fuhren. In den 1950er Jahren schien die Ligne du Jorat nicht mehr zeitgemäss, zumal man es versäumt hatte, die Strecke vollständig auf ein eigenes Trassee zu verlegen. Ausserdem wollte der Kanton Waadt die Hauptstrasse im Hinblick auf die Expo 64 verbreitern, sodass die Bahn keinen Platz mehr gehabt hätte. Zunächst wurde am 24. April 1962 der Abschnitt zwischen Mézières und Moudon stillgelegt, am 3. März 1963 der Rest. Als Ersatz führte die TL Buslinien ein. Zwei auf der Strecke eingesetzte Vierachsanhänger gelangten nach der Betriebseinstellung zur Forchbahn.